# Сярска група
Сярската група или групата на Санданистите е създадена от ръководителя на Серския революционен окръг на ВМОРО Яне Сандански и неговите сподвижници. Групата обвинява ръководителите на ВМОРО и лично Борис Сарафов, Иван Гарванов и Христо Матов за погрома на избухналото, според тях, преждевременно Илинденско-Преображенското въстание и за кратко се обособява в отделна революционна организация МОРО.
Силно социалистическо влияние в групата оказват крайно левите членове като Димо Хаджидимов. Санданистите издават и собствен печатен орген вестник „Революционен лист“ между 1904 и 1906 година. На Рилския конгрес на ВМОРО през 1905 година сярската група изпраща трима делегати - Яне Сандански, Лазар Томов и Илия Балтов, а в бъдещото управление на ВМОРО постове получават Тодор Попантов, член на ЦК на ВМОРО, и Гьорче Петров, член на Задграничното представителство на ВМОРО. По време на заседанията Яне Сандански директно обвинява Борис Сарафов в просръбска дейност, заради опитите на Сарафов да спечели Сърбия на страната на ВМОРО.
На тайно заседание на Серския окръг в Рилския манастир е решено Даме Груев, Борис Сарафов, Иван Гарванов и Христо Матов да бъдат елиминирани, като решението е подкрепено от Гьорче Петров, Пере Тошев и Петър Попарсов. Групата на Санданистите проваля конгреса на ВМОРО насрочен за 1906 година след смъртта на Даме Груев. Въпреки това, на съвещателно заседание на 23 декември 1906 година в София 23 делегати гласуват Борис Сарафов, Иван Гарванов и Христо Матов да оглавят новото задгранично представителство на ВМОРО. В резултат различните течения в организацията се обединяват около тях. На тяхното решение да изпращат чети в Македония с помощта на българското правителство се противопоставят Серчаните. Яне Сандански, Чудомир Кантарджиев, Георги Скрижовски и Александър Буйнов подписват през ноември 1907 година смъртна присъда на тримата ръководители на временното представителство.
На 10 октомври 1907 година Яне Сандански нарежда убийството на драмския войвода Михаил Даев, близък на дясното крило на ВМОРО. На 28 ноември Тодор Паница, по нареждане на Яне Сандански, убива Борис Сарафов и Иван Гарванов, а Христо Матов се спасява по случайност. Фракционистките убийства от страна на Сярската група стават причина за острото неодобрение от страна на българската общественост. На Кюстендилски конгрес на ВМОРО от март 1908 година Санданистите не са поканени и под председателството на Христо Матов те са задочно осъдени на смърт. През май същата година се провежда общ конгрес на Серския и Струмишкия революционен окръг на ВМОРО в Банско. На този конгрес Павел Делирадев изнася основния доклад, с който се прокарва идеята за Балканска федерация.
По-късно Сярската група около Яне Сандански и Христо Чернопеев влизат в контакт с Младотурския комитет и след Младотурската революция през юли 1908 година създават в Солун Народната федеративна партия (българска секция). През 1909 година федералистите участват в похода към Цариград, за да смажат контрапреврата на султан Абдул Хамид II. Партията вкарва двама депутати в турския парламент - Димитър Влахов и Христо Далчев и поддържа крайно леви идеи. Партията се разпада през 1910 година, а дотогава неин идеен противник е Съюзът на българските конституционни клубове.
През Балканската война Сярската група подпомага българската армия в сраженията и с Османските войски. След погрома на България в Междусъюзническата война Яне Сандански се обявява за обвързване с Антантата в Първата световна война, но през 1915 година той е убит. Сярската група продължава да действа след 1918 година като част от дейците и се присъединяват към Временното представителство на обединената бивша ВМОРО, а след това към т. нар. Македонска федеративна организация.
След убийството на Тодор Александров и последвалите Горноджумайски събития през 1924 голяма част от дейците на Сярската група са убити, начело с лидера им Тодор Паница. Останалите живи се преориентират и стават членове на БКП и/или на ВМРО (обединена) като Димитър Арнаудов и Яне Богатинов.